# Клауцен Арнольд Петрович
Арнольд Петрович Клауцен (23 серпня 1937, село Ульоти Ульотівського району Читинської області, тепер Забайкальського краю, Російська Федерація — ?) — латвійський радянський державний і комуністичний діяч, 1-й секретар Лієпайського та Ризького міських комітетів КП Латвії, секретар ЦК КП Латвії. Депутат Верховної Ради Латвійської РСР 9-го скликання. Народний депутат СРСР у 1989—1991 роках. Член Центральної контрольної комісії КПРС та член Президії ЦКК КПРС у 1990—1991 роках.

## Життєпис
Народився в родиня прокурора Ульотівського району Читинської області Петра Петровича Клауцена та його дружини Софії Дмитрівни (уродженої Смирнової). Батько походив із Рубенської волості Ілукстського повіту Латгалії. У 1940 році родина переїхала до Владимирської області, а після війни — до Бауського району Латвійської РСР.
У 1953 році Арнольд Клауцен закінчив семирічну школу в Аніксте. З 1953 по 1957 рік навчався в Ризькому будівельному технікумі за спеціальністю «Виробництво сталевих конструкцій» та підробляв на Ризькому мотозаводі «Саркана звайгзне».
У 1957 році — майстер будівельної ділянки тресту «Стальмонтаж-3» на заводі «Уралмаш» у Свердловську.
У 1957—1960 роках служив у Радянській армії в містах Реж и Березники Свердловської області.
Член КПРС з 1960 року.
У 1960 році поступив на факультет промислового та цивільного будівництва Ризького політехнічного інституту. З 1960 року — лаборант кафедри Ризького політехнічного інституту.
У 1961—1965 роках — слюсар, бригадир, майстер ризького заводу «Монтажник», обирався секретарем партійної організації.
У 1965—1968 роках — інструктор, завідувач промислово-транспортного відділу Октябрського районного комітету КП Латвії міста Риги.
У 1966 році закінчив Ризький політехнічний інститут, інженер-будівельник.
У 1968—1970 роках — секретар Октябрського районного комітету КП Латвії міста Риги.
У 1970—1973 роках — завідувач відділу будівництва і міського господарства Ризького міського комітету КП Латвії.
У 1973—1978 роках — 1-й секретар Московського районного комітету КП Латвії міста Риги.
У 1977 році закінчив Заочну вищу партійну школу при ЦК КПРС.
У 1978 — 28 березня 1980 року — секретар Ризького міського комітету КП Латвії. Займався питаннями будівництва.
У 1980—1984 роках — 1-й секретар Лієпайського міського комітету КП Латвії.
У травні 1984 — червні 1985 року — завідувач відділу легкої промисловості і товарів народного споживання ЦК КП Латвії.
25 червня 1985 — серпень 1991 року — 1-й секретар Ризького міського комітету КП Латвії.
Одночасно, 12 квітня 1990 — серпень 1991 року — секретар ЦК КП Латвії. У 1991 році був членом Вселатвійського комітету громадського порятунку, який відстоював збереження СРСР.
У 1992 році переїхав до Російської Федерації, займався приватним бізнесом. Був членом правління фонду «Співвітчизники», заснованого при Комітеті у справах міграції уряду Російської Федерації. У 2001—2013 роках працював у комітеті у справах міграції уряду Москви та у Московській міській думі.
Потім — на пенсії в Москві.

## Родина
Дружина — Анна Максимівна. Дві дочки: Ілона та Ірена.

## Нагороди
- орден Трудового Червоного Прапора
- медалі